# Evangelische Kirche Bad Meinberg

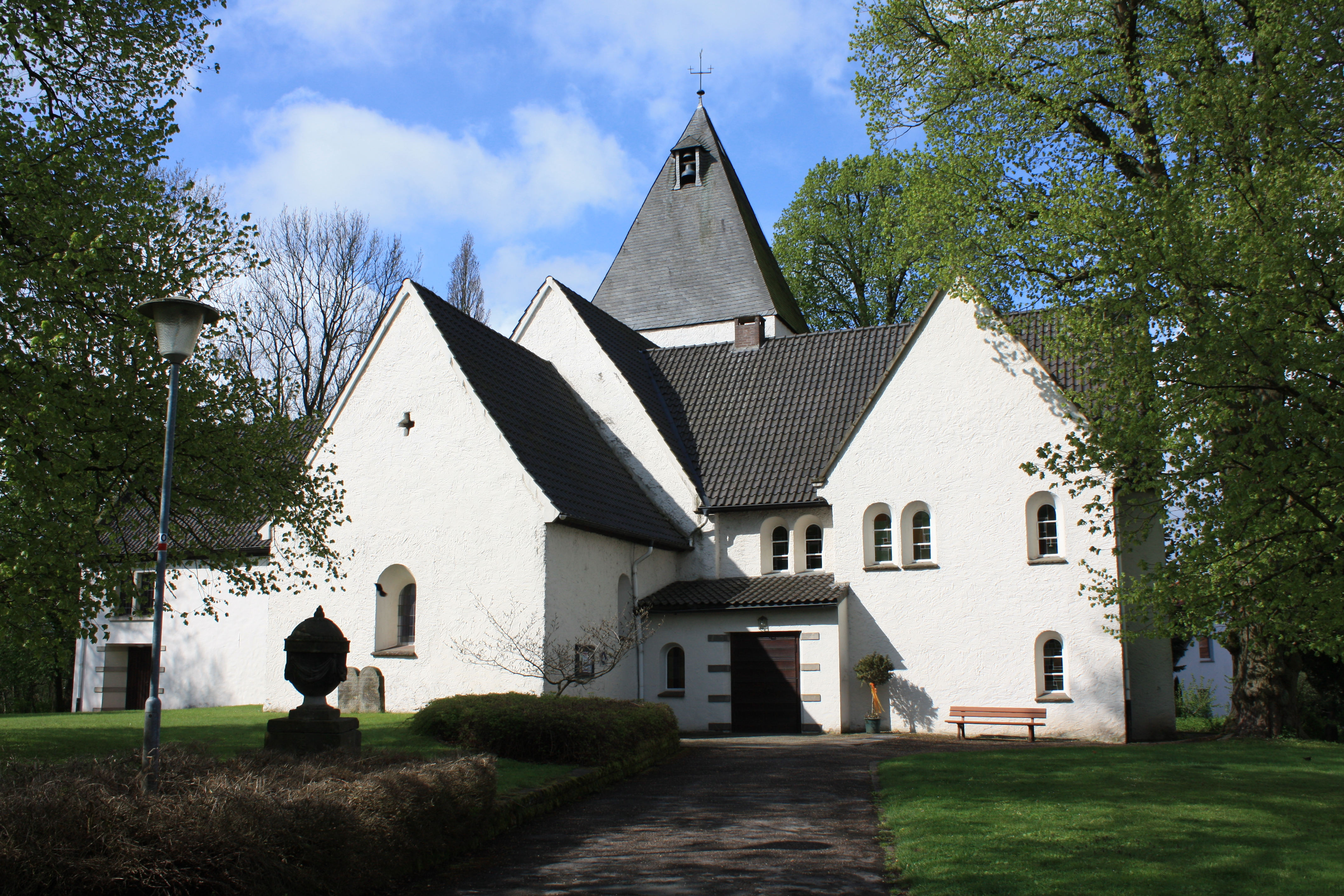
Die evangelisch-reformierte Kirche in Bad Meinberg, Ansicht von Nordosten

Die Evangelische Kirche Bad Meinberg ist eine evangelisch-reformierte Kirche in Horn-Bad Meinberg im Kreis Lippe, Nordrhein-Westfalen. Die Kirche wurde im 12. Jahrhundert im romanischen Stil errichtet. 1541 wurde die Reformation eingeführt. Nach dem Beginn des Kurbetriebs in Bad Meinberg wurde die Kirche zu klein, so dass sie ab 1882 mehrfach erweitert wurde.

## Geschichte

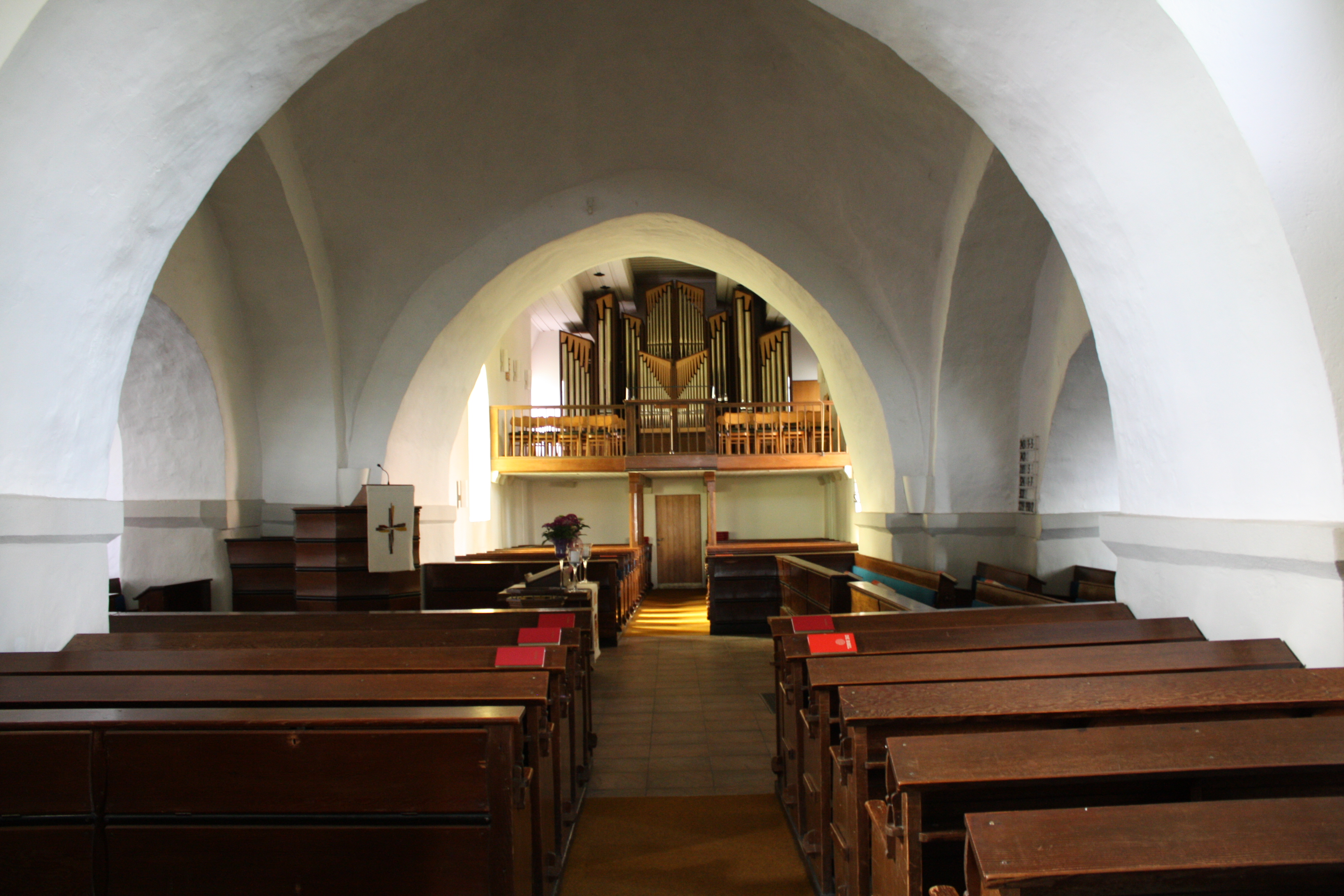
Blick von Norden nach Süden durch die Kirche

In der Regierungszeit Ludwig des Frommen wurde 822 das Kloster Corvey in Höxter gegründet, dessen Mönche eine erste Kirche in Bad Meinberg errichteten. 978 stellten sächsische Edelleute ihren Meierhof unter den Schutz des Klosters, was als erste urkundliche Erwähnung des Ortes gilt.
Man vermutet einen ersten Kirchbau aus Holz, der im 12. Jahrhundert durch eine steinerne Kirche ersetzt wurde. Von diesem Kirchbau sind das Ost-Westschiff sowie der Wehrturm erhalten. 1541 wurde die Gemeinde lutherisch; der erste Pfarrer war Sutoris (Schuhmacher). Ungefähr 60 Jahre später hielt die Reformation in Lippe Einzug.
In den folgenden Jahrhunderten hatte Meinberg unter Kriegen zu leiden. Während des Dreißigjährigen Kriegs wurde 1632 auch die Kirche beraubt, der Armenstock aufgebrochen und ein Kelch mitgenommen. Ähnlich verlief es während des Siebenjährigen Kriegs.
Im Jahr 1736 erfuhren Kirche und Turm eine Renovierung (Jahreszahl über dem Eingang im Turm). Unterlagen aus dieser Zeit geben an, dass die Kirche Platz für 127 Manns- und 107 Frauenstühle bot. 1767 entdeckte man die Heilkraft der Quellen in Meinberg und bald begann der Kurbetrieb, so dass die Kirche zu klein wurde. 1882 erweiterte man den Bau durch einen einschiffigen Anbau nach Süden, 1928 nach Norden, so dass sich die heutige Kreuzform ergab. 1966 wurde das Südschiff abermals erweitert und die Kirche fasst heute 600 bis 700 Personen.

## Architektur und Ausstattung

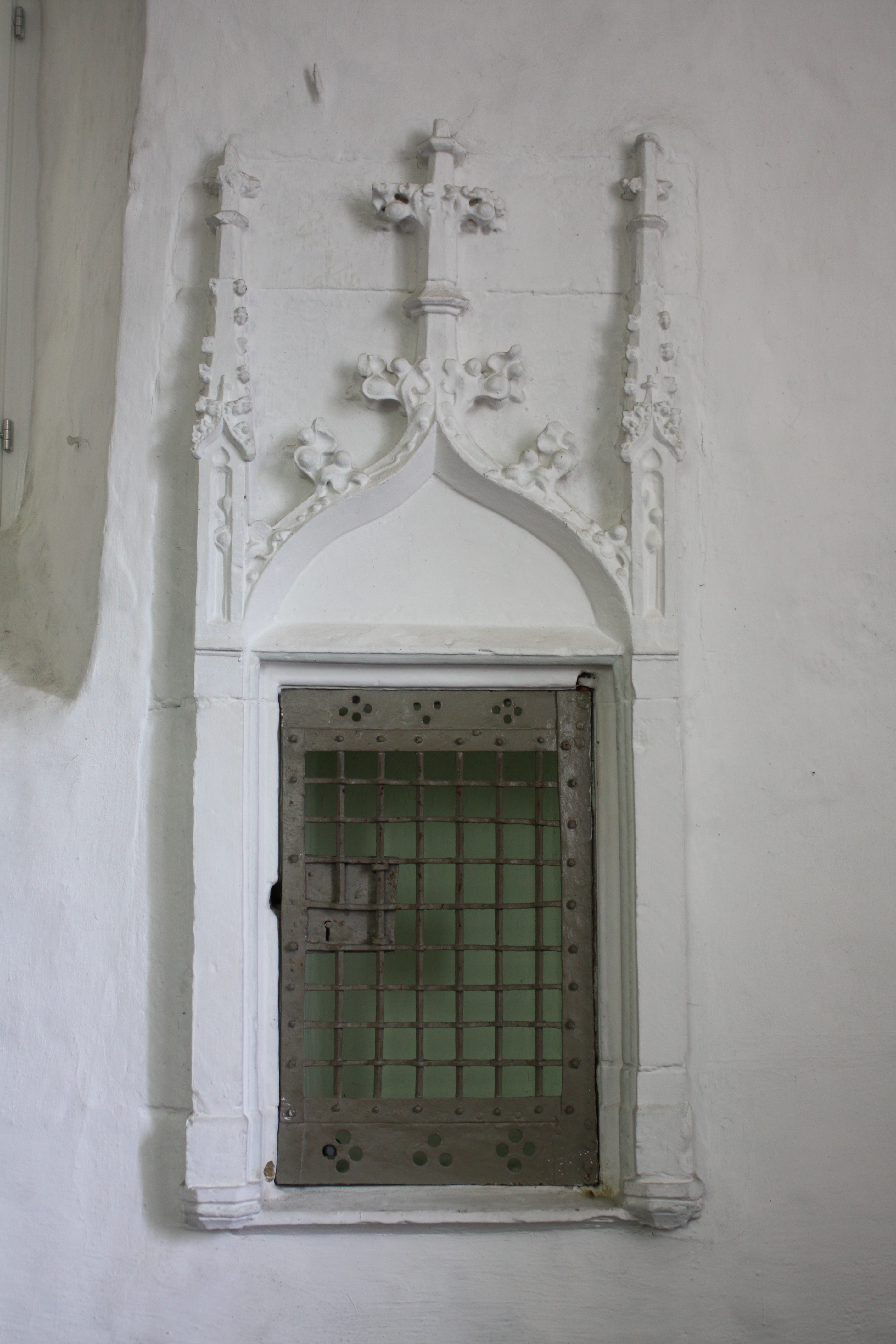
Sakramentshäuschen im Chor

Das einjochige Schiff und der aus einem eingezogenen, quadratischen Joch bestehende Chor sind mit kuppeligen Kreuzgratgewölben ausgestattet. Der Westturm wird von einem Zeltdach bedeckt.
Im Chor der Kirche ist in der Wand das Sakramentshäuschen aus der Zeit um 1500 zu sehen. Bis 1793 war in der Kirche ein großer Taufstein vorhanden, in dem der Sachsenherzog Widukind getauft sein soll.